# Jorma Huuhtanen
Jorma Kalevi Huuhtanen (ur. 26 listopada 1945 w Soini) – fiński polityk, lekarz i samorządowiec, poseł do Eduskunty, w latach 1992–1995 minister spraw społecznych i zdrowia.

## Życiorys
W 1973 ukończył studia medyczne, w 1980 uzyskał specjalizację z medycyny ogólnej. Praktykował jako lekarz, był głównym lekarzem lokalnych ośrodków zdrowia. Wchodził w skład rady centralnego szpitala uniwersyteckiego w Kuopio.
Zaangażował się w działalność polityczną w ramach Partii Centrum. Był radnym miejscowości Nilsiä (od 1981) i Kuopio (od 1997). W latach 1987–2000 sprawował mandat posła do Eduskunty. Od kwietnia 1992 do kwietnia 1995 pełnił funkcję ministra spraw społecznych i zdrowia w rządzie, którym kierował Esko Aho. W 2000 został prezesem fińskiego zakładu ubezpieczeń społecznych Kela, kierował tą instytucją do 2010.